# Păușa, Vâlcea
Păușa este o localitate componentă a orașului Călimănești din județul Vâlcea, Muntenia, România. Se află în Depresiunea Jiblea, pe malul stâng al Oltului.